# Nevski zaljev
Nevski zaljev (rus. Не́вская губа́), također poznat kao Kronštatski zaljev, je najistočniji dio Finskog zaljeva između otoka Kotlin i ušća rijeke Neve gdje se nalazi središte Sankt-Peterburga. Ima površinu od 329 km2. Cijeli zaljev je od Finskog zaljeva i Baltičkog mora odvojen 25 km dugačka Brana Saint Petersburg. Vodena površina odvojena branom je 380 km2. Cijela obala je dijelom St. Petersburga, a ne Lenjingradske oblasti.

## Povijest
Zaljev je također neformalno poznat kao " Markizova lokva " po Jeanu Baptisteu, markizu de Traversayu, ruskom ministru mornarice koji je plitke vode zaljeva smatrao idealnim mjestom za održavanje pomorskih vježbi.

## Vanjske poveznice
|  | Zajednički poslužitelj ima još gradiva o temi Nevski zaljev |